# Kanton Mouzon
Mouzon is een voormalig kanton van het Franse departement Ardennes. Het kanton maaktr deel uit van het arrondissement Sedan tot het op 22 maart 2015 werd opgeheven en de gemeenten werden toegevoegd aan het aangrenzende kanton Carignan.

## Gemeenten
Het kanton Mouzon omvatte de volgende gemeenten:
- Amblimont
- Autrecourt-et-Pourron
- Beaumont-en-Argonne
- Brévilly
- Douzy
- Euilly-et-Lombut
- Létanne
- Mairy
- Mouzon (hoofdplaats)
- Tétaigne
- Vaux-lès-Mouzon
- Villers-devant-Mouzon
- Yoncq